# Lindsay Burns
Lindsay H. Burns (ur. 6 stycznia 1965) – amerykańska wioślarka. Srebrna medalistka olimpijska z Atlanty.
Zawody w 1996 były jej jedynymi igrzyskami olimpijskimi. Medal zdobyła w dwójce podwójnej wagi lekkiej, płynęła wspólnie z Teresą Bell. Na mistrzostwach świata zdobyła cztery medale: złoto w 1987 w czwórce bez sternika wagi lekkiej oraz w dwójce podwójnej wagi lekkiej srebro w 1990 i 1991, brąz w 1994. 